# Arescoptera idiotypa
Arescoptera idiotypa är en fjärilsart som beskrevs av Turner 1911. Arescoptera idiotypa ingår i släktet Arescoptera och familjen mott. Inga underarter finns listade i Catalogue of Life.